# Americamysis stucki
Americamysis stucki är en kräftdjursart som beskrevs av Price, Heard och L. Stuck 1994. Americamysis stucki ingår i släktet Americamysis och familjen Mysidae. Inga underarter finns listade i Catalogue of Life.